# Promise (Lied)
Promise ist ein Lied der australischen Band Voyager. Mit dem Titel vertrat sie Australien beim Eurovision Song Contest 2023 in Liverpool.

## Hintergrund
Der Song wurde von Alex Canion, Ashley Doodkorte, Daniel Estrin, Scott Kay und Simone Dow geschrieben und von der Band mit Matt Templeman und Matt Clarke produziert. Es handelt sich um einen Rock- beziehungsweise Progressive-Rock-Song, der neben E-Gitarren auch von Keyboards untermalt wird und in einigen Passagen auch Einflüsse aus dem Progressive Metal aufweist. Andere Passagen erinnern durch die verwendeten Synthesizer eher an die Musik der 1980er-Jahre. Auch der Begriff „Progressive Pop Metal“ wurde verwendet. Im Lied geht es darum, sich aufeinander verlassen zu können.
Der Song wurde am 21. Februar 2023 veröffentlicht. Der zuständige Sender SBS hatte auf einen öffentlichen Vorentscheid verzichtet. Neben Voyager hatten sich Jaguar Jonze, Sheppard oder Dami Im für die Teilnahme interessiert, bekamen jedoch nicht den Zuschlag. Das Musikvideo wurde in Perth und Western Australia aufgenommen.

## Rezeption
In den australischen Independent-Charts erreichte der Titel Platz eins. Zudem konnte es sich auf Rang 79 der britischen Musikcharts platzieren.

### Chartplatzierungen
| ChartsChartplatzierungen     | Höchstplatzierung | Wochen |
| ---------------------------- | ----------------- | ------ |
| Vereinigtes Königreich (OCC) | 79 (1 Wo.)        | 1      |

## Beim Eurovision Song Contest
Australien nahm mit dem Titel am 67. Eurovision Song Contest teil, der vom 9. bis 13. Mai 2023 stattfand. Promise wurde dem zweiten Halbfinale zugelost, startete dort an letzter Stelle von 16 Teilnehmern und erreichte mit 149 Punkten den ersten Platz. Mit der Startnummer 15 im Finale erhielt der Song 130 Punkte von der Jury, 21 Punkte von den Zuschauern und erreichte damit den neunten Platz.